# Biblioteka Angelica

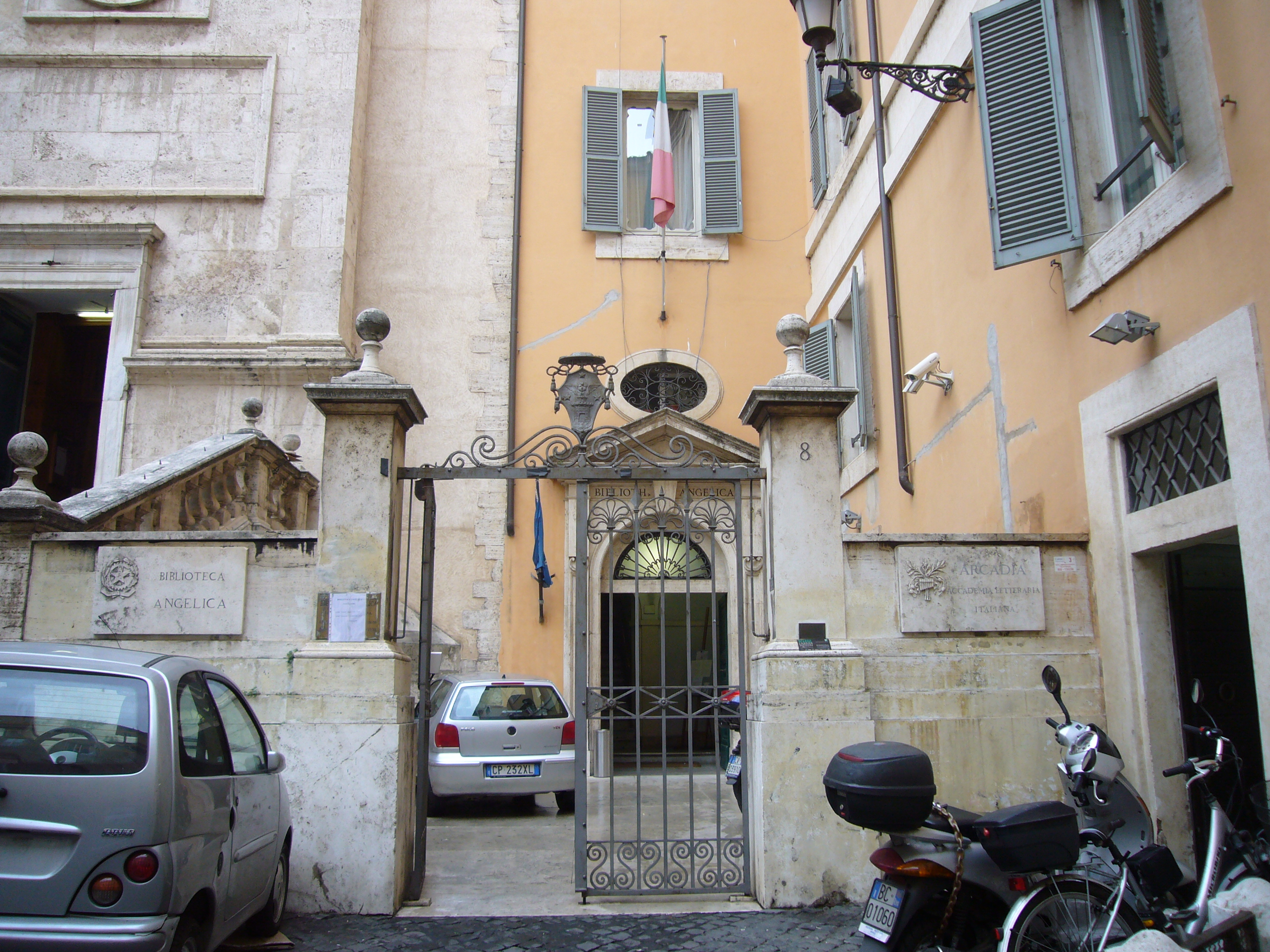
Biblioteka Angelica

Biblioteka Angelica (wł. Biblioteca Angelica) w Rzymie - publiczna biblioteka we Włoszech, położona przy Piazza Sant'Agostino, w pobliżu kościoła św.  Augustyna, niedaleko od Piazza Navona. 

## Historia
Biblioteka została założona w 1604 przez Angelo Rocca (1546-1620) i należała do augustyńskiego klasztoru. To była druga biblioteka we Włoszech otwarta dla publicznego użytku (w 1609 roku). Pierwszą była Biblioteka Ambrozjańska, obie jednak zostały poprzedzone przez Bodleian Library (1602). W 1873 roku biblioteka została przejęta przez państwo włoskie. Od 1940 roku biblioteka przechowuje archiwa Akademii Arkadyjskiej. Od 1975 roku biblioteka znajduje się pod nadzorem Ministra Dziedzictwa Kulturowego i Turystyki. 

## Zbiory
Biblioteka przechowuje około 200 000 rękopisów (wśród nich Kodeks Angelicus), które dawniej należały do augustynian. Są one ważne dla naszej znajomości historii reformacji i kontrreformacji.  